# Verzy
Verzy ist eine französische Gemeinde im Département Marne in der Region Grand Est mit einer Fläche von 1337 ha (davon 763 ha Waldbestand) und 958 Einwohnern (Stand 1. Januar 2022). Die Gemeinde gehört zum Kanton Mourmelon-Vesle et Monts de Champagne im Arrondissement Reims. Verzy ist bekannt durch seinen bereits im 6. Jahrhundert erwähnten Wald „Faux de Verzy“, dessen Name sich von einem zahlenmäßig einzigartigen Bestand an Süntelbuchen ableitet.

## Geografie
Der Ort liegt am Nordosthang der Montagne de Reims in einer Höhenlage von 284 m, umgeben vom Regionalen Naturpark Montagne de Reims. Die Entfernung zur nordwestlich gelegenen Stadt Reims beträgt 17 Kilometer. Durch den Ort führt der Fernwanderweg GR 141. Umgeben wird Verzy von den Nachbargemeinden  Beaumont-sur-Vesle im Nordosten, Val-de-Vesle im Osten, Villers-Marmery im Südosten, Trépail und Ambonnay im Süden, Val de Livre im Südwesten sowie Verzenay im Westen und Nordwesten.

## Geschichte
Im Jahr 575 zog sich der später heiliggesprochene Einsiedler Basolus (frz. Basle) in den Wald von Verzy zurück, in dem Nivard, Erzbischof von Reims, 664 ein Benediktinerkloster zu Ehren des frommen Mannes errichten ließ, das bis 1652 bestand. Im Kloster Saint-Basle-de-Verzy wurde auf einem nationalen Konzil im Juni 991 auf Gesuch Hugo Capets der Erzbischof Arnulf von Reims wegen Untreue angeklagt, verurteilt und suspendiert, konnte sein Amt jedoch später wieder aufnehmen.
Während des Hundertjährigen Krieges schlug Eduard III. hier sein Hauptquartier auf, um den Angriff auf Reims vorzubereiten.
Die Abtei wurde im Jahr 1652 von den Soldaten des Herzogs von Lothringen niedergebrannt.
Während des Ersten Weltkrieges richtete die französische Armee am Rande des höchsten Punktes über dem Ort, dem sogenannten „Mont Sinaï“, einen Beobachtungsposten und das sogenannte „Blockhaus de la Garenne“ ein.

### Bevölkerungsentwicklung
| Jahr      | 1962 | 1968 | 1975 | 1982 | 1990 | 1999 | 2007 | 2018 |
| Einwohner | 1031 | 1058 | 1007 | 880  | 994  | 1058 | 1068 | 969  |

## Sehenswürdigkeiten
- Kapelle Saint-Basle
- Kirche Notre-Dame aus dem 19. Jahrhundert mit Marienstatue (14. Jahrhundert) und Retabel (18. Jahrhundert); Reliquienschrein des heiligen Basolus sowie Gemälden (19. Jahrhundert), die sein Leben illustrieren
- Regionaler Naturpark der Montagne de Reims mit Panorama vom Mont Sinaï, dem höchsten zugänglichen Punkt der Montagne de Reims (Beobachtungsposten aus dem Ersten Weltkrieg, Blockhaus)
- Wald von Verzy (13,5 ha) mit bedeutendem Bestand von Süntelbuchen (Faux de Verzy), erstmals erwähnt im 6. Jahrhundert

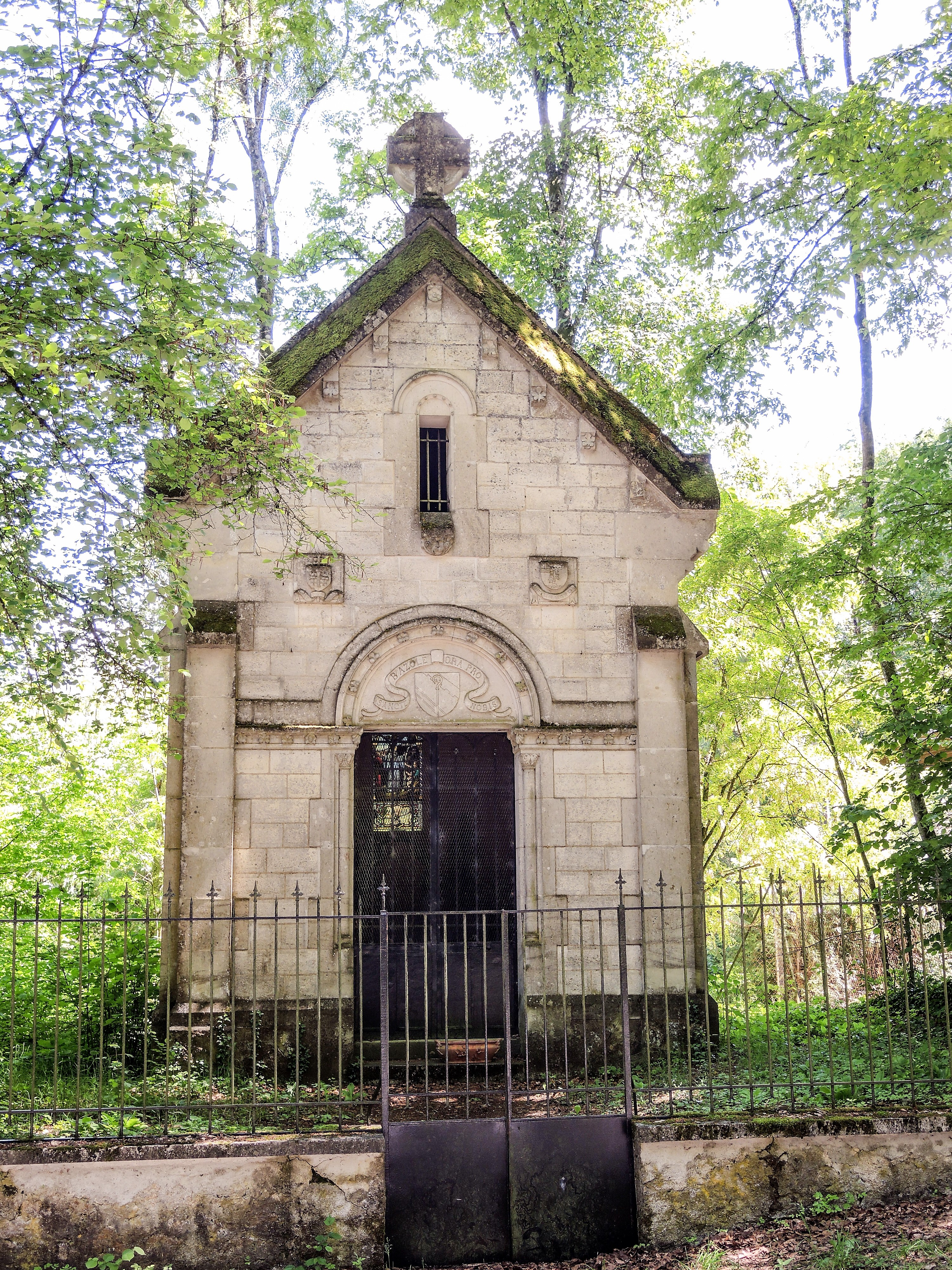
Kapelle Saint-Basle
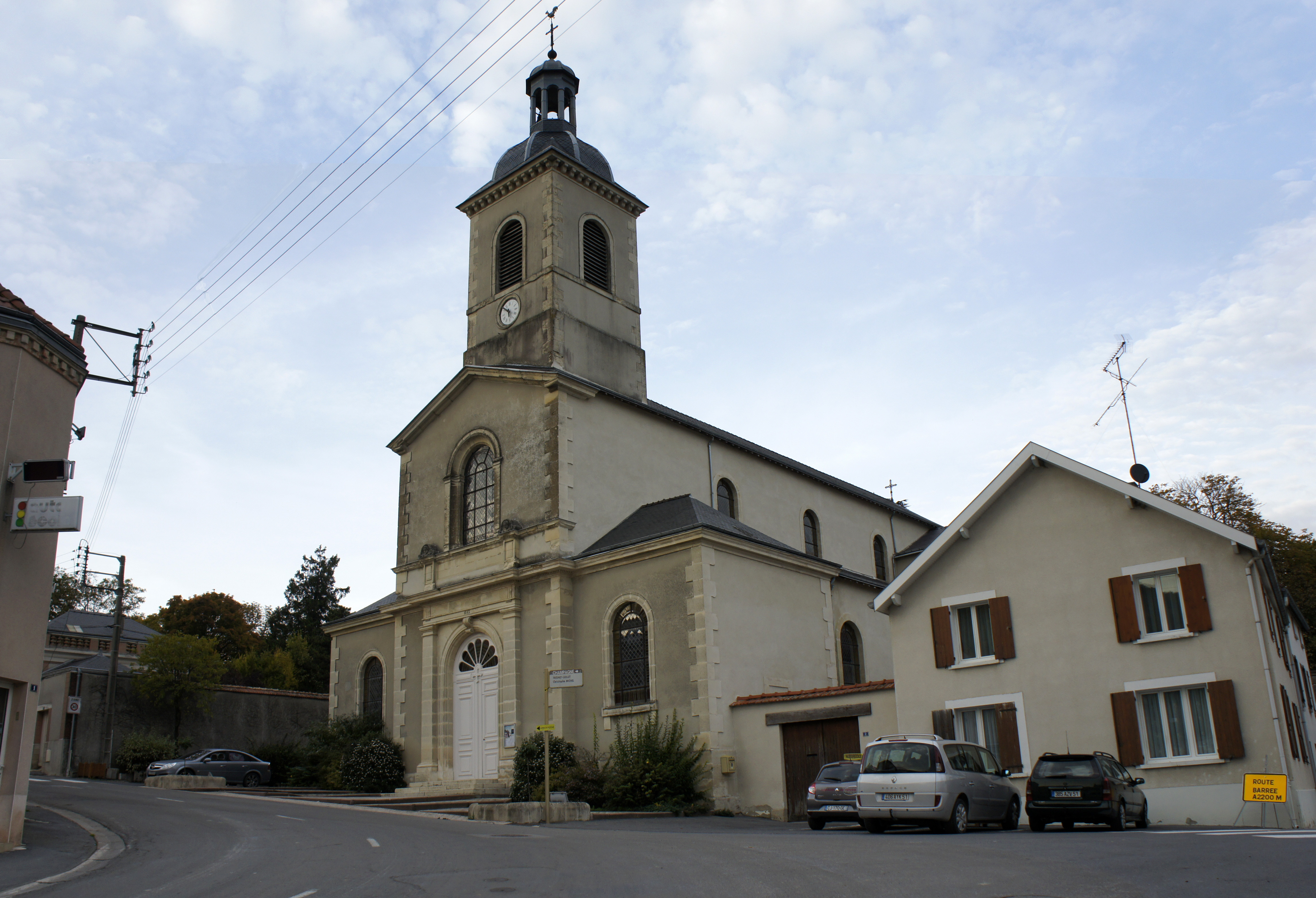
Kirche Notre-Dame
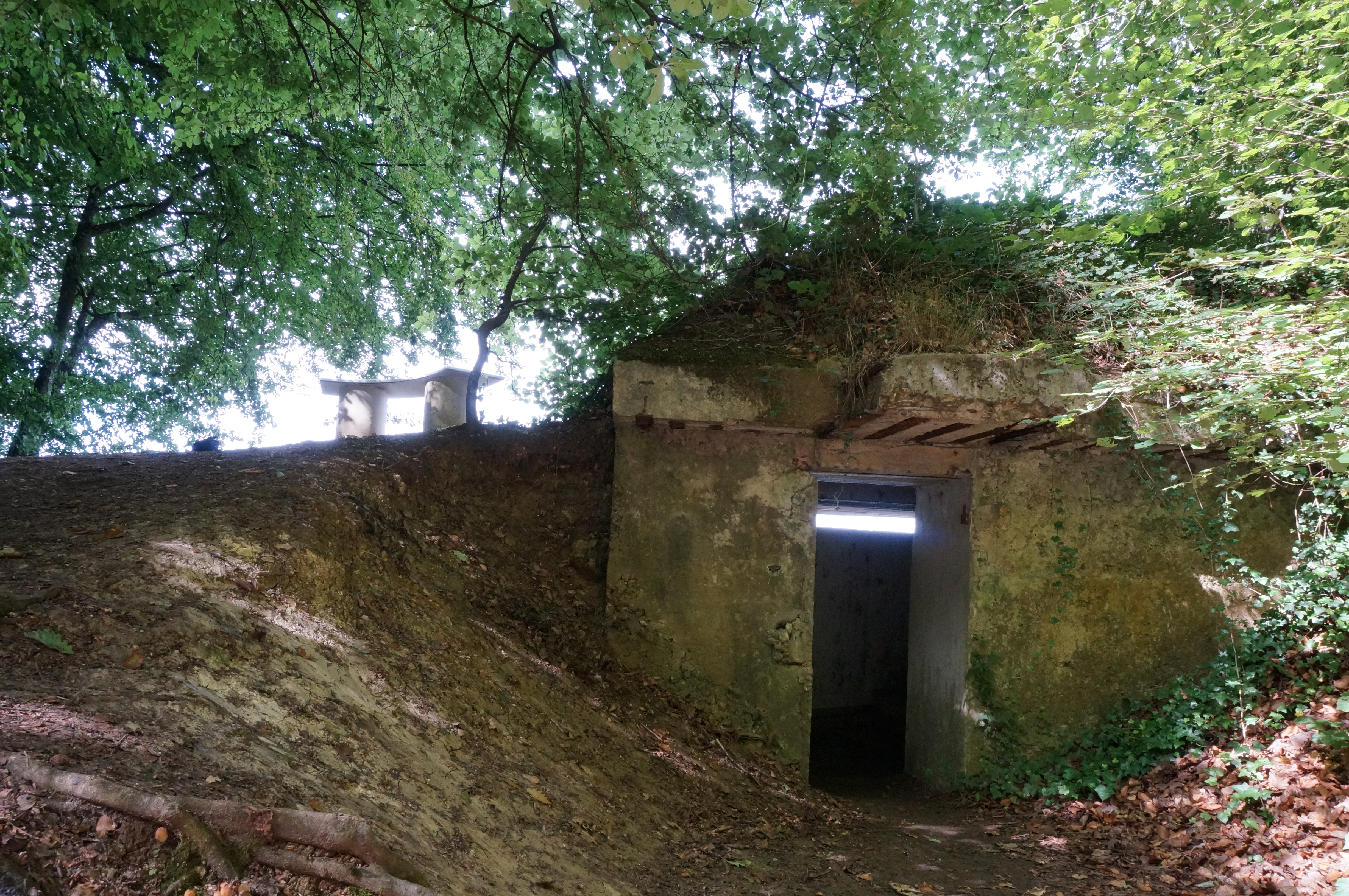
Blockhaus, Beobachtungsposten aus dem Ersten Weltkrieg
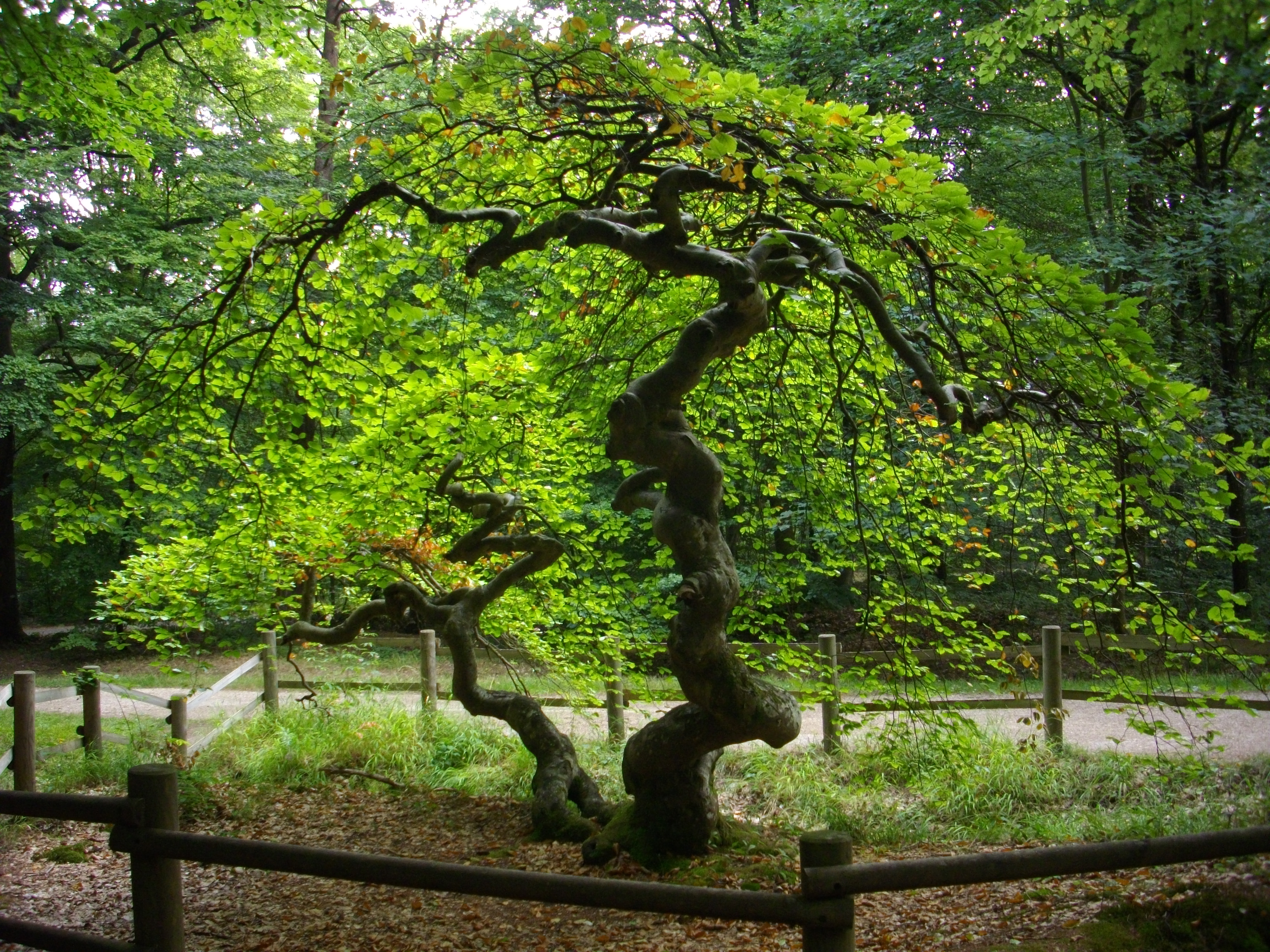
Faux de Verzy

## Wirtschaft
Haupteinnahmequelle ist der Weinanbau zur Champagnerherstellung.

## Persönlichkeiten
- Louis Boulanger (1806–1867), Maler
- Michél Philippot (1925–1996), Komponist und Musikpädagoge